# Mehemed Malmîsanij
Mehmet Tayfun alias Malmîsanij (Diyarbakır, 1952) escritor kurdo en zazaki.
Estudió en la Universidad de Ankara y fue arrestado en tres ocasiones por sus actividades políticas entre 1975 y 1981. En 1982 se trasladó a Suecia y continuó sus estudios en la Sorbona, la Universidad de Upsala, la  Universidad de Linköping y la Universidad de Gotemburgo. Ha escrito para publicaciones como: "Tirej", " Hevi", " Armanc", "Car cira", "Cira","Wan"...

## Obra
- Yüzyılımızın Başlarında Kürt Milliyetçiliği ve Dr. Abdullah Cevdet, Uppsala, 1986
- Ferhengê Dimilkî-Tirkî, Uppsala, 1987; İstanbul, 1992(Zazaki)
- Herakleîtos, Uppsala, 1988, (Zazaki)
- Li Kurdistana Bakur û Li Tirkiyê Rojnamegeriya Kurdî (1908-1992), Ankara, 1992 (Malmîsanij & Mahmûd Lewendî)
- Folklorê Ma ra Çend Numûney, Uppsala, 1991; Îstanbul, 2000(Zazaki)
- Said-i Nursi ve Kürt Sorunu, Stockholm, 1991; İstanbul, 1991
- Abdurrahman Bedirhan Ve İlk Kürt Gazetesi Kürdistan sayı: 17 ve 18, Stockholm, 1992
- Bitlisli Kemal Fevzi ve Kürt Örgütleri İçindeki Yeri, Stockholm, 1993; Îstanbul, 1993
- Cızira Botanlı Bedirhaniler ve Bedirhani Ailesi Derneği’nin Tutanakları, Stockholm, 1994; İstanbul, 2000
- Kırd, Kırmanc, Dımıli veya Zaza Kürtleri, İstanbul, 1996
- Ferhengekê Kirdkî-Pehlevkî-Kurmanckî, Stockholm, 1997(Zazaki)
- Kürt Teavün ve Terakki Cemiyeti ve Gazetesi, Stockholm, 1998; İstanbul, 1999
- Kurdiskt författarskap och kurdisk bokutgivning: bakgrund, villkor, betydelse, Stockholm, 1998